# 13640 Ohtateruaki
13640 Ohtateruaki este un asteroid din centura principală de asteroizi.

## Descriere
13640 Ohtateruaki este un asteroid din centura principală de asteroizi. A fost descoperit pe 12 aprilie 1996 la Kitami de Kin Endate și Kazuro Watanabe. Asteroidul prezintă o orbită caracterizată de o semiaxă mare de 2,64 ua, o excentricitate de 0,12 și o înclinație de 13,2° în raport cu ecliptica.